# Lopúchov
Lopúchov és un poble i municipi d'Eslovàquia. Es troba a la regió de Prešov, al nord del país.

## Història
La primera referència escrita de la vila data del 1345.

## Demografia
| Godina             | 1994 | 2004   | 2014   | 2024   |
| ------------------ | ---- | ------ | ------ | ------ |
| Nombre de persones | 320  | 321    | 328    | 311    |
| Diferència         |      | +0,31% | +2,18% | −5,18% |

| Godina             | 2023 | 2024   |
| ------------------ | ---- | ------ |
| Nombre de persones | 307  | 311    |
| Diferència         |      | +1,30% |